# Daniel Boisdon
Pour les articles homonymes, voir Boisdon.
Daniel Boisdon, né le 9 juin 1884 à Nérondes (Cher) et mort le 14 mars 1959 à Paris (Seine), est un homme politique français. Il est président de l'Assemblée de l'Union française de 1947 à 1950.

## Biographie
Daniel Boisdon, avocat, combattant des première et deuxième guerres mondiales, militant du Parti démocrate populaire à partir de 1930, résistant dans le mouvement Libération-Nord, est membre du Mouvement républicain populaire.
En novembre 1947, il est élu par l'Assemblée nationale au Conseil de l'Union française, 3e Chambre parlementaire de la Quatrième République. Il est élu président de cette Assemblée le 18 décembre 1947 et le reste jusqu'en janvier 1950. Il continue de siéger jusqu'à la dissolution de l'Assemblée en 1958.

## Détail des fonctions et des mandats
Mandats parlementaires
- 21 octobre 1945 - 10 juin 1946 : Député du Cher
- 2 juin 1946 - 27 novembre 1946 : Député du Cher
- 10 novembre 1946 - 16 décembre 1947 : Député du Cher
- décembre 1947 - mai 1958 : Conseiller de l'Union française

## Publications
- « Des institutions de l'Union française », 1949

## Distinctions
- Officier de la Légion d'honneur (1939) ; chevalier en 1919
- Croix de guerre 1914–1918 (6 citations dont 2 à l’ordre de l’armée)
- Croix de guerre 1939–1945
- Médaille de la Résistance française[réf. nécessaire]
- Insigne des blessés militaires (1 blessure en 1916, 1 blessure en 1918)